# Acetylaceton
Acetylaceton (IUPAC-Name: Pentan-2,4-dion) ist eine organisch-chemische Verbindung, die der Stoffgruppe der 1,3-Diketone zuzuordnen ist und deren einfachsten Vertreter sie darstellt.

## Geschichte
Erstmals wurden die Herstellung und Eigenschaften der Verbindung 1887 in der Dissertation des französischen Chemikers Alphonse Combes beschrieben. Er nutzte die damals vom deutschen Chemiker Ludwig Claisen neu eingeführte Methode der Claisen-Esterkondensation.

## Darstellung und Gewinnung
Eine technische Synthese erfolgt durch eine metallkatalysierte thermische Umlagerung von Isopropenylacetat.

## Eigenschaften

### Physikalische Eigenschaften
Acetylaceton ist eine farblose, angenehm riechende, entzündliche Flüssigkeit.  Der Siedepunkt bei Normaldruck liegt bei 140 °C. Die Dampfdruckfunktion ergibt sich nach Antoine entsprechend lg(P) = A−(B/(T+C)) (P in Torr, T in °C) mit A = 6,85511, B = 1313,8808 und C = 192,744 im Temperaturbereich von 32 bis 165 °C. Die Flüssigkeit ist wenig flüchtig, jedoch bilden sich bei erhöhter Umgebungstemperatur Dämpfe, die schwerer als Luft sind. Die Mischbarkeit mit Wasser ist begrenzt. Mit steigender Temperatur steigt die Löslichkeit von Acetylaceton in Wasser bzw. steigt die Löslichkeit von Wasser in Acetylaceton. Mit Alkoholen, Ketonen, Ethern, Estern, aliphatischen und aromatischen Kohlenwasserstoffen und Chlorkohlenwasserstoffen ist die Verbindung unbegrenzt mischbar.
| Löslichkeiten zwischen Acetylaceton und Wasser[14] |         |      |      |      |      |      |       |      |      |      |      |
| Temperatur                                         | °C      | 0    | 9,6  | 19,8 | 29,8 | 39,7 | 50,1  | 60,6 | 70,5 | 80,3 | 90,5 |
| Acetylaceton in Wasser                             | in Ma-% | 14,1 | 14,9 | 16,1 | 17,6 | 18,9 | 21,02 | 24,4 | 27,0 | 32,2 | 40,3 |
| Wasser in Acetylaceton                             | in Ma-% | 1,7  | 2,1  | 2,8  | 3,5  | 4,4  | 5,8   | 7,8  | 10,0 | 13,5 | 19,9 |

### Chemische Eigenschaften
Acetylaceton besitzt eine relativ starke CH-Acidität an der Methylengruppe zwischen den beiden Carbonylgruppen. Folglich kann es durch starke Basen (hier als B− dargestellt) deprotoniert werden, wobei ein resonanzstabilisiertes Enolat-Ion gebildet wird:
Die relativ hohe Säurestärke lässt sich durch den von beiden Carbonylgruppen ausgehenden induktiven Effekt
und mesomeren Effekt (negative Ladung des Anions über 5-atomiges π-System delokalisiert) erklären. Die Anordnung der Carbonylgruppen begünstigt auch die Enolisierung, da die Doppelbindung des Enols mit der benachbarten Carbonylgruppe konjugiert ist und die OH-Gruppe eine Wasserstoffbrücke zur Carbonylgruppe ausbildet: 
Daher liegt Acetylaceton im flüssigen Zustand zu 80 % als Enol vor. Die Enolisierungsreaktion verläuft mit einer molaren Reaktionsenthalpie von −10 kJ·mol−1 schwach exotherm.

### Sicherheitstechnische Kenngrößen
Acetylaceton bildet leicht entzündliche Dampf-Luft-Gemische. Die Verbindung hat einen Flammpunkt von 34 °C. Die unteren Explosionsgrenze (UEG) liegt bei ca. 1,7 Vol.‑% (71 g/m3). Die Grenzspaltweite wurde mit 0,92 mm (50 °C) bestimmt. Es resultiert damit eine Zuordnung in die Explosionsgruppe IIA. Die Zündtemperatur beträgt 340 °C. Der Stoff fällt somit in die Temperaturklasse T2.

## Verwendung
Acetylaceton ist als zweizähniger Ligand ein Komplexbildner (Acetylacetonat, acac). Zudem dient es als Synthesebaustein für heterocyclische Verbindungen, z. B. Arzneimittel wie das bei Bakterien folsäuresynthesehemmende Sulfamethazin oder Nicarbazin. Acetylaceton findet auch Anwendung in der Herstellung von Rostumwandlern und Korrosionsschutzmitteln. Es wird darüber hinaus als Reagenz beim Acetylaceton-Verfahren, einem standardisierten Verfahren zur quantitativen Bestimmung von Formaldehyd, verwendet.
Durch asymmetrische Hydrierung kann 2,4-Pentandiol gewonnen werden.

### Acetylacetonate
Acetylaceton besitzt einen pKS-Wert von 8,99 ± 0,06 (25 °C, I=0), d. h., es reagiert beim Mischen mit Wasser leicht sauer. 
Acetylacetonat findet häufig Anwendung als Ligand für Übergangsmetalle. Diese Metallacetylacetonate werden häufig als Katalysator eingesetzt. In der Summenformel eines Komplexes wird Acetylacetonat mit acac abgekürzt, z. B. Rh(CO)2acac.
Beispiele für gebräuchliche Metallacetylacetonate sind:
- Aluminiumacetylacetonat Al(acac)3
- Bariumacetylacetonat Ba(acac)2
- Calciumacetylacetonat Ca(acac)2
- Chrom(III)-acetylacetonat Cr(acac)3
- Cobalt(II)-acetylacetonat Co(acac)2
- Eisen(III)-acetylacetonat Fe(acac)3
- Galliumacetylacetonat Ga(acac)3
- Iridium(III)-acetylacetonat Ir(acac)3
- Kupfer(I)-acetylacetonat Cu(acac)
- Kupfer(II)-acetylacetonat Cu(acac)2
- Mangan(III)-acetylacetonat Mn(acac)3
- Nickel(II)-acetylacetonat Ni(acac)2
- Vanadylacetylacetonat V(O)(acac)2
- Zink(II)-acetylacetonat Zn(acac)2

## Sicherheitshinweise
Der Einsatz der früher als Aromastoff verwendeten Substanz ist seit 2005 innerhalb der EU in Lebensmitteln verboten, da Hinweise auf Genotoxizität bestehen.